# Liste des épisodes d'Il était une fois... l'Espace

Cette page présente la liste des épisodes de Il était une fois… l'Espace avec leurs résumés.

## Épisodes
| № | Titre                       | Réalisation | Scénario | Première diffusion |
| --- | --------------------------- | ----------- | -------- | ------------------ |
| 1 (2.1) | La planète Oméga            |             |          | 9 octobre 1982     |
| Pierrot et Petit Gros finissent leurs études pour devenir membres de la police spatiale. Pour leurs derniers jours en tant que cadets, ils rentrent sur la planète Oméga, siège de la Confédération d'Oméga. Dans le même temps, un vaisseau inconnu traverse l'espace de la Confédération. Le Conseil est réuni et des dirigeants comme Le Teigneux, chef de Cassiopée, protestent contre le laxisme des autres dirigeants. |                             |             |          |                    |
| 2 (2.2) | Les Sauriens                |             |          | 16 octobre 1982    |
| Près des mondes du Pégase, un incident a lieu où un croiseur a, semble-t-il, été saboté alors qu'il s'approchait de la planète Lago. Le Colonel Pierre charge le Commandant Le Gros d'une mission afin d'explorer cette planète. Pierrot et Petit Gros font partie de l'équipage. |                             |             |          |                    |
| 3 (2.3) | La planète verte            |             |          | 23 octobre 1982    |
| Entre les mondes du Pégase et Andromède, de nombreux incidents ont lieu, où notamment un vaisseau de la police stellaire est attaqué par des chasseurs de Cassiopée. Le Général Le Teigneux envoi le Consul Le Nabot sur une planète près d'Andromède, dans le but de construire une base secrète dans cet endroit stratégique. Au même moment Pierrot et Petit Gros, au cours d'une mission de routine, survolent la planète à la végétation luxuriante. Ils assistent à l'explosion d'un croiseur de Cassiopée. |                             |             |          |                    |
| 4 (2.4) | Du côté d’Andromède         |             |          | 30 octobre 1982    |
| Les effectifs de la police stellaire restent sur leur garde. De nombreux vaisseaux patrouillent près de la frontière avec Andromède. Pierrot et Psi, accompagnés de Métro, visitent une à une les différentes planètes de leur secteur. Au passage d'un amas, ils passent au travers d'un orage gravitationnel et s'écrasent sur une planète désertique. |                             |             |          |                    |
| 5 (2.5) | Les Cro-Magnons             |             |          | 6 novembre 1982    |
| Sur Oméga, Pierrot enquête sur un réseau de mercenaires recrutés dans le but de construire une base militaire secrète. Avec les informations obtenues, le Colonel Pierre pense avoir identifié la planète inconnue : la planète Diane dans la Galaxie d'Andromède. La Présidente Pierrette donne son accord pour l'envoi de forces spatiales sur cette planète. |                             |             |          |                    |
| 6 (2.6) | La révolte des robots       |             |          | 13 novembre 1982   |
| Sur la planète Léto, tous les robots, exceptés ceux de la gendarmerie, se mettent en grève. Ils prennent en otage les habitants humains ainsi que le contrôle de la planète. Le conseiller du Gouverneur parvient à s'échapper et à se rendre sur Oméga pour alerter la Présidente Pierrette. - Anecdotes : 2 allusions sont faites lors du combat entre Métro et Goldenbar : à David et Goliath et à la série Goldorak[réf. nécessaire]. |                             |             |          |                    |
| 7 (2.7) | La planète Mytho            |             |          | 20 novembre 1982   |
| Pierrot, Psi et Métro arrivent sur une étrange planète où un équipage de vaisseau échoué, disposant d'une technologie avancée, joue les dieux, alors que les autres habitants, les mortels, vivent difficilement. - Anecdotes : On retrouve dans cet épisode de nombreuses histoires de la mythologie gréco-romaine : le commandant Jux Peter assimilé à Zeus, le chef mécanicien Vulcain, dieu de la forge, Apollon, Aphrodite, déesse de l'amour, Héra épouse de Jux Peter, Déméter déesse de l'agriculture que l'on voit superviser la récole, Artémis déesse de la chasse, Arès dieu de la guerre, Poséidon dieu des mers, Hadès dieu des enfers ; mais aussi d'autres divinités ou personnages mythologiques comme Pélée et Thétis, l'Hydre de Lerne, la question du Sphinx, Pan, Éris donnant à Pierrot assimilé à Pâris la Pomme d'or de la discorde, Talos blessé à la cheville perdant son Ichor ; et également cité : Achille, Prométhée qui a donné le feu aux humains, la boîte de Pandore, Athéna qui a donné son nom a la ville d'Athènes |                             |             |          |                    |
| 8 (2.8) | Le long voyage              |             |          | 27 novembre 1982   |
| Partis de la Terre en 2023, et en hibernation depuis plus de mille ans, l'équipage d'un vaisseau d'exploration arrive à Oméga. À son bord trois membres d'équipage, Maestro (du XXe siècle), Farmer et Hardy. Acclamés puis reçus par la Présidente de la Confédération, Pierrot et Psi font ensuite visiter Oméga et sa périphérie à Maestro. |                             |             |          |                    |
| 9 (2.9) | Cassiopée                   |             |          | 4 décembre 1982    |
| Le Général Le Teigneux tente un coup de force. Après ses échecs sur Lago, la planète verte, Clarus et Diane, ses nouveaux succès par le vol d'un train spatial de marchandise et la construction d'une base secrète près du soleil des Tritons, l'encouragent à fermer ses frontières. À la suite de la disparition de deux équipages de la police spatiale en bordure de Cassiopée, Pierrot, Psi et Métro sont envoyés là-bas. Ils sont rapidement capturés. |                             |             |          |                    |
| 10 (2.10) | La planète déchiquetée      |             |          | 11 décembre 1982   |
| À la suite de l'accrochage entre les forces de Cassiopée et d'Oméga, Le Teigneux décide de se retirer de la Confédération, qui décide de son côté de construire des vaisseaux de lignes en mesure de s'opposer aux ambitions de Cassiopée. De retour sur Oméga, Pierrot et Psi informent le Conseil qu'une base militaire, représentant une menace pour la paix, est presque opérationnelle dans la constellation des Tritons. Mais celle-ci est située près du Soleil de Colère, une étoile qui risque à tout moment de se transformer en supernova. |                             |             |          |                    |
| 11 (2.11) | Les naufragés de l’espace   |             |          | 18 décembre 1982   |
| Le cargo Ursus transportant nos héros et des réfugiés des Tritons, endommagé à la suite du cataclysme de la supernova, s'est écrasé sur une petite planète isolée. Les survivants s'organisent. Pierrot, Psi et Métro partent explorer les environs. |                             |             |          |                    |
| 12 (2.12) | Les géants                  |             |          | 25 décembre 1982   |
| La destruction des Tritons et la perte de ses forces militaires semblent avoir ramené Le Teigneux à la raison. Dans ce calme relatif, Pierrot et Psi reçoivent comme mission d'explorer une planète, dont l'étoile va bientôt s'éteindre, qui semble abriter dans ses sous-sols des espèces vivantes. |                             |             |          |                    |
| 13 (2.13) | Les Incas                   |             |          | 1er janvier 1983   |
| Pierrot et Psi découvrent une planète (qui ressemble à s'y méprendre à la Terre) où vit une civilisation inca. Ayant été prévenus, le commandant Le Gros et Maestro les rejoignent. - Anecdotes : on trouve dans cet épisode de nombreux exemples du mode de vie des incas comme le quipu, les ayllu, ... |                             |             |          |                    |
| 14 (2.14) | Chez les dinosaures         |             |          | 8 janvier 1983     |
| Toujours en exploration, Pierrot, Psi et Métro atteignent une planète dont le climat est du type jurassique. Alors qu'ils survolent une chaîne de montagne, l'éruption soudaine d'un volcan endommage leur vaisseau et les oblige à atterrir. Pendant que Métro répare les dégâts, Pierrot et Psi explorent la planète. - Anecdotes : de nombreux dinosaures sont cités ou aperçus dans cet épisode : des ptérodactyles, des tarbosaures, un deinonychus, des brontosaures, un archéoptéryx, un mégalosaure, un stégosaure, un élasmosaure, des tylosaures, des allosaures ; Psi évoque les différentes hypothèses de la disparition des dinosaures, avec notamment une possible explosion d'une supernova toute proche. |                             |             |          |                    |
| 15 (2.15) | Les anneaux de Saturne      |             |          | 15 janvier 1983    |
| À la suite de leur mission éprouvante chez les dinosaures, Pierrot est en convalescence. Psi, pendant ce temps demande à la Présidente Pierrette, s'il lui serait possible d'effectuer une mission géologique dans la ceinture d'astéroïdes. Accompagnée de Métro, ils sont arraisonnés alors qu'ils passent devant Mimas. - Anecdotes : on voit dans cet épisode le système solaire de façon très réaliste : Uranus, Saturne et ses satellites, Jupiter et ses satellites, la ceinture d'astéroïdes. |                             |             |          |                    |
| 16 (2.16) | L’imparable menace          |             |          | 22 janvier 1983    |
| Pierrot et Petit Gros ont réussi à sauver Psi, mais Métro a été détruit lors du crash. Pendant ce temps, un vaisseau transformé en bombe, se dirige vers la Terre. Le Général Le Teigneux lance un ultimatum à Oméga leur ordonnant de se soumettre à Cassiopée. |                             |             |          |                    |
| 17 (2.17) | Terre !                     |             |          | 29 janvier 1983    |
| À la suite de leur exploit permettant de détourner la fusée et de sauver la Terre, Pierrot, Psi et Petit Gros sont accueillis en héros. Ils retrouvent Maestro, qui avait hiberné pendant mille ans, et qui leur raconte l'histoire de la Terre depuis le XXIe siècle av. J.-C. siècle jusqu'à leur époque, et leur fait visiter la planète et les environs. - Anecdotes : Maestro retrace l'histoire (fictive) de la Terre après son départ en 2023 : la démographie a augmenté de manière exponentielle, les modifications génétiques (eugénisme) entraînèrent des tensions entre les différents États jusqu'à la Grande Guerre Continentale de 2183, suivie d'un Âge sombre puis d'une Renaissance, la guerre devient hors-la-loi, suivie ensuite de diverses tensions comme la révolte contre la robotique devenue omniprésente, puis de la conquête spatiale et la découverte d'Oméga. Dans l'espace, un Luna Park porte le nom de Barille's Land.                                                                                                 |                             |             |          |                    |
| 18 (2.18) | L’Atlantide                 |             |          | 5 février 1983     |
| Alors que Petit Gros rentre à Oméga, Pierrot et Psi restent sur Terre. Maestro fait visiter à Pierrot les anciennes installations maritimes et sous-marines. Il rencontre un capitaine guanche, possible descendant de la civilisation atlante. - Anecdotes : cet épisode retrace l'histoire mythique de l'Atlantide telle qu'elle est relatée dans le Timée de Platon. |                             |             |          |                    |
| 19 (2.19) | L’étrange retour vers Oméga |             |          | 12 février 1983    |
| Pierrot et Psi retrouvent Métro, fraichement réparé, au moment où ils s'apprêtent à quitter la Terre pour retourner sur Oméga. Embarquant sur le Cosmopolitain, d'étranges événements se succèdent. |                             |             |          |                    |
| 20 (2.20) | La revanche des robots      |             |          | 19 février 1983    |
| Après avoir déjoué le plan de Cassiopée visant à faire exploser la Terre, Pierrot, Psi et Petit-Gros sont acclamés comme les héros d'Oméga, Pierrot se voyant promu Capitaine. Mais au cours de la cérémonie, la Présidente d'Oméga reçoit des nouvelles alarmantes de la planète Léto, où les hommes se sont révoltés contre les robots. La direction robotique demande l'arbitrage de Métro. - Anecdotes : Lors du deuxième duel, Métro compare ce combat avec le combat des Horaces et des Curiaces, que les robots ennemis ne connaissent pas. |                             |             |          |                    |
| 21 (2.21) | Les Humanoïdes              |             |          | 26 février 1983    |
| Pour leur dernière mission ensemble à bord de la Libellule, Pierrot et Psi patrouillent dans une nébuleuse. Sur place, ils tombent sur des vaisseaux gigantesques menant un test d'armement qui pulvérise toute une planète et endommage la Libellule, qui s'écrase sur l'inhospitalière planète Hapis. Alors que Psi est capturée par les Humanoïdes, Pierre est gravement blessé et récupéré par des rebelles humains, qu'il doit convaincre de l'aider. - Anecdotes : L'épisode semble s'être inspirée du film Star Wars, épisode IV : Un nouvel espoir sorti quelques années plus tôt et mettant en scène l'Étoile noire, gigantesque station spatiale de combat capable de détruire des planètes tout entières. |                             |             |          |                    |
| 22 (2.22) | Un monde hostile            |             |          | 5 mars 1983        |
| Alors que Psi est toujours détenue, Pierrot et Métro, guidés par Sylvia et Jilio, cherchent à atteindre le repaire de Murdoch, un brigand capable de les mener jusqu'à la planète Yama, tout en étant pourchassés par une tribu indigène et recherchés par les Humanoïdes dans un environnement hautement hostile. |                             |             |          |                    |
| 23 (2.23) | Cité en vol                 |             |          | 12 mars 1983       |
| Murdoch accompagne Pierrot et Métro vers la planète Yama. Ils entrent en contact avec la résistance humaine contre les Humanoïdes pour pouvoir libérer Psi. Celle-ci subit les tentatives des Humanoïdes, qui essayent d'acquérir ses dons psychiques. |                             |             |          |                    |
| 24 (2.24) | Le grand ordinateur         |             |          | 19 mars 1983       |
| La cité a décollé de la planète Yama pour l'espace. Pierrot et Métro se sont infiltrés dans la cité des Humanoïdes pour retrouver Psi. Pendant ce temps, le Colonel Pierre et Maestro entrent en contact avec la cité spatiale alors qu'ils sont à la recherche des jeunes gens portés disparus. Sur place, ils rencontrent le Grand Ordinateur, l'entité pensante suprême des Humanoïdes, qui annonce qu'il va accomplir les buts fixés par son créateur une éternité auparavant: soumettre toute vie organique à sa loi et à son autorité pour mettre un terme à toute forme de conflit, quitte a déclarer la plus grande guerre jamais connue. |                             |             |          |                    |
| 25 (2.25) | Combat de titans            |             |          | 26 mars 1983       |
| Alors que Cassiopée lance un ultimatum à Oméga, le Grand Ordinateur de la planète Yama déclare la guerre à tous les mondes refusant de se soumettre à son autorité absolue. La flotte de Yama se dirige tout d'abord vers Cassiopée, qui oppose une résistance aussi acharnée qu'inutile face à la puissance déployée par les Humanoïdes. Pierrot, Psi, Petit Gros, Pierrette et Métro doivent profiter des violents combats pour s'introduire et saboter un vaisseau-mère de la flotte des Humanoïdes afin de provoquer une réaction en chaîne qui détruira au moins une partie de la flotte de Yama. |                             |             |          |                    |
| 26 (2.26) | L’infini de l’espace        |             |          | 2 avril 1983       |
| Les forces du Général Le Teigneux ont été balayées et Cassiopée s'est soumise sans condition au Grand Ordinateur. Toutes les forces de la Confédération Oméga s'assemblent alors pour un ultime combat face au Humanoïdes, au nom de la Liberté. |                             |             |          |                    |